# Adriana Díaz
Adriana Yamila Díaz González (31 ottobre 2000) è una tennistavolista portoricana.
Ha partecipato ai Giochi di Rio de Janeiro 2016 e di Tokyo 2020, gareggiando nell'individuale.
All'evento olimpico giapponese, ha rappresentato il suo Paese, alla cerimonia di apertura.
Ha vinto diverse medaglie ai Giochi Panamericani, dove ha gareggiato assieme alla sorella Melanie.